# Thelephora undulata
Thelephora undulata är en svampart som beskrevs av Schrad. ex J.F. Gmel. 1792. Thelephora undulata ingår i släktet vårtöron och familjen Thelephoraceae.   Inga underarter finns listade i Catalogue of Life.